# 夏景
夏景（1432年—？），字時中，江西新喻縣人，明朝政治人物。進士出身。

## 生平
順天府鄉試第二百三十八名。天順八年（1464年）甲申科會試第一百五十七名，殿試登進士第三甲第六十六名。

## 家族
曾祖夏務信。祖父夏立奇。父亲夏東啟。